# Surface Pro
La Surface Pro és la primera generació de la tauleta convertible (o 2 en 1) de la línia Microsoft Surface, dissenyada per Microsoft i manufacturada per Pegatron. El dispositiu utilitza Windows 8 Pro de 64 bit, actualitzable gratuïtament a Windows 8.1 Pro i finalment a Windows 10. Inicialment anunciada amb el nom de Surface per Windows 8 Pro el 18 de juny de 2012 en un esdeveniment a Los Angeles, Microsoft després va canviar el nom del dispositiu, anomenant-lo finalment Surface Pro i el va llançar el 9 de febrer de 2013.

## Història
No va haver-hi disponibles compres sota comanda per a la sèrie Surface Pro. Es va poder comprar després del seu llançament, el 9 de febrer de 2013, als EUA, Canadà i Xina. La sèrie va ser llançada en el Regne Unit i altres països el 23 de maig de 2013.

## Característiques

### Maquinari
La sèrie Surface Pro comparteix gran part del seu disseny amb el seu oponent de més baix cost, la tauleta híbrida anomenada Surface RT, anunciada el mateix dia. Ambdues tenen un revestiment VaporMg fosc sobre un cos de magnesi i una pantalla multitàctil de 10 punts de 10,6 polzades (26,924 cm) amb Gorilla Glass. La connexió WiFi és 802.11 a/b/g/n.
Si bé comparteix certs aspectes del seu disseny amb la Surface RT, la Surface Pro compta amb una resolució de pantalla més alta, de 1920 x 1080, que a més disposa d'un digitalitzador per utilitzar-lo amb un stylus Wacom. El processador de la Surface Pro és un Intel Core i5-3317O, de dos nuclis i 1.7 GHz, amb una freqüència de Turbo Boost de fins a 2.6 GHz, amb una targeta gràfica integrada d'alta resolució (Intel HD Graphics 4000). Té 4 GB de memòria RAM i 64 o 128 GB de memòria d'emmagatzematge SSD. La Surface Pro, com els altres dispositius de la família Surface compta amb una característica exclusiva d'aquesta sèrie: el kickstand, un peu de suport que pot ser aixecat des de la part posterior i que permet mantenir parada pel seu compte a la Surface Pro, a un angle de 22°, el mateix angle al que estan tallats les vores del dispositiu.
Al llarg del seu costat dret, la Surface Pro compta amb una ranura per a targetes microSD en la part superior (que suporta targetes de fins a 200GB) seguida d'un port d'alimentació i, prop del final, un port Mini DisplayPort per connectar una sèrie de pantalles externes. En la part de baix del dispositiu (sobrenomenada l'espinada dels accessoris) es troba un port que permet a la Surface Pro connectar-se a un Touch Cover o Type Cover. Aquesta connexió pot, exclusivament en la Surface Pro, ser compatible amb un connector pogo pin i transmetre energia, que l'habilita per a l'ús d'un Power Cover. En el costat esquerre de la Surface Pro es troba una connexió USB 3 de mida completa, comandaments de volum i connector jack per a àudio. El botó d'encès, apagat i bloqueig està en la part superior del dispositiu. Hi ha càmeres de 720p al davant i al darrere del dispositiu, i dins seu una bateria de 42 Wh. El dispositiu compta amb detector de llum ambiental, acceleròmetre, giroscopi i brúixola.

### Programari
La Surface Pro venia originalment amb Windows 8 Pro. Des del 28 de juliol de 2015 es pot actualitzar a Windows 10 gratuïtament.

### Accessoris
La Surface Pro és compatible amb dos tipus de teclats desmuntables: el Type Cover i el Touch Cover, tots dos amb un touchpad integrat. Mentre que el primer d'ells compta amb un teclat més tradicional, amb tecles d'un gruix de 5mm, l'altre posseeix tecles de 3mm de gruix, que a més no es troben exposades ni es mouen. Tots dos accessoris també funcionen com a protectors de pantalla (per aquest motiu es cridin Covers) i es venen a part de la Surface.
La Surface Pro és la primera en la família a comptar amb suport per stylus. El Pro Pen està basat en la tecnologia Wacom. Està integrat amb el programari OneNote que s'inclou amb la Surface Pro i s'utilitza per prendre notes i dibuixar.

## Recepció
La Surface Pro va rebre variades ressenyes dels crítics de maquinari. Mentre que va ser majorment elogiada per la seva naturalesa de poder ser utilitzada tant com una tablet com un laptop, el seu disseny i un stylus amb una precisa sensibilitat de pressió, les queixes més comunes es van dirigir a la curta autonomia, un volum major comparat a les pissarretes tradicionals i un excessiu soroll del ventilador en fer tasques pesades.

## Línia de temps
Font: Microsoft Devices Blog